# Montojo Island
Montojo Island (englisch; bulgarisch остров Монтохо ostrow Montocho) ist eine größtenteils vereiste, in südwest-nordöstlicher Ausrichtung 527 m lange, 140 m breite und 4,96 Hektar große Insel im Archipel der Biscoe-Inseln westlich der Antarktischen Halbinsel. Sie liegt 933 m südlich von Belding Island, 3,82 km südwestlich des Kuno Point von Watkins Island, 3,26 km westlich von St. Brigid Island und 3,77 km östlich bis nördlich von Decazes Island am südwestlichen Ausläufer des Archipels.
Die bulgarische Kommission für Antarktische Geographische Namen benannte sie 2021 nach Fregattenkapitän Javier Montojo Salazar (1965–2018) von der spanischen Marine, der bei einem Unfall in der South Bay der Livingston-Insel ums Leben kam, nachdem er auf dem Polarforschungsschiff Hespérides über Bord gegangen war.